# Исаев, Олег Николаевич (артист)
Оле́г Никола́евич Иса́ев (род. 3 июля 1959, г. Горловка Донецкой области Украинской ССР) — советский и российский актёр театра и кино. Заслуженный артист России (2003).

## Биография
Олег Исаев в 1980 году закончил Киевский государственный институт театрального искусства им. Карпенко-Карого, курс Михаила Резниковича. После окончания был зачислен в труппу Киевского государственного академического Русского драматического театра им. Леси Украинки. На сцене дебютировал в постановке М. Резниковича «Пять дней в июне» (1980). Сыграл ещё в нескольких постановках своего учителя.

В 1987 году познакомился с режиссёром Романом Виктюком, у которого он участвовал во всех трёх спектаклях, выпущенных на киевской сцене: «Уроки музыки» Л. С. Петрушевской (Иванов), «Священные чудовища» (первая работа с Виктюком) Ж. Кокто (Ангел Эртебиз), «Дама без камелий» Т. Рэттигана (Рон).
Участвовал в радиопостановках «Дубровский» (1985), «Я вижу солнце» (1985) и «Мизантроп» (1987).
В 1991 году переехал в Москву, поступил в труппу Театра Романа Виктюка, дебютировал в спектакле «М. Баттерфляй» в роли Танцовщика. Работает в театре по настоящее время.
В 1993 году сыграл роль Отрепьева в фильме-опере Бориса Небиеридзе «Борис Годунов».
Снялся в нескольких фильмах: «Певица Жозефина и мышиный народ» Сергея Маслобойщикова (1994), «Цветы луговые» (его первая роль в кино — в фильме Вадима Лысенко, 1980), «День Рождения буржуя» (2000) и др.
В 2015 году стал основателем театральной школы проекта «TEATR INSIDE».
Женат на актрисе Оксане Исаевой, в браке родился сын.

## Творчество

### Театральные работы
Национальный академический театр русской драмы имени Леси Украинки:
- 1980 — «Пять дней в июне», реж. М. Резникович
- — Алексей — «Игрок», по роману Ф. М. Достоевского
- — Билли — «Полёт над гнездом кукушки», по роману К. Кизи
- — Сперанский — «Савва», по пьесе Л. Н. Андреева
- 1987 — Ангел Эртебиз — «Священные чудовища», по пьесе Ж. Кокто, реж. Роман Виктюк
- 1987 — Иванов — «Уроки музыки», по пьесам Л. Петрушевской, реж. Роман Виктюк
- 1992 — Рон — «Дама без камелий», по пьесе Т. Рэттигана, реж. Роман Виктюк

Театр Романа Виктюка:
- 1992 — Гумберт Гумберт («Лолита», инсц. Э. Олби)
- Баба Фрося («В начале и в конце времен»)
- Ваня («Полонез Огинского» Н. Коляды)
- Антонио («Любовь с придурком» В. Франчески)
- Мсье де Мистеваль («Философия в будуаре» маркиза де Сада)
- Человек театра («Осенние скрипки» И. Сургучева)
- Тигеллин («Саломея» О. Уайльда)
- Рантье Штифель, г-н Габор, пастор Кальблаух и Кнохенбрух («Пробуждение весны» Ф. Ведекинда)
- Доктор Бродский («Заводной апельсин» Э. Берджесса)
- Адольф («Мой друг А.» Ю. Мисимы)
- Фьорре («Антонио фон Эльба» Р. Майнарди)
- Берлиоз («Мастер и Маргарита» М. Булгакова)
- Король («Кот в сапогах» М. Кузмина)
- Профессор («Давай займемся сексом» В. Красногорова)
- Роже («Мою жену зовут Морис» Р. Шарта)
- Росс («Коза, или Кто такая Сильвия» Э. Олби)
- Де-Бурбон («Непостижимая женщина, живущая в нас» Х. Левина)
- Миллер («Коварство и любовь» Ф. Шиллера)
- Путти («Путаны» Н. Манфреди)
- Баба Фрося («Чернобыль» Р. Виктюка)

### Фильмография
1. 1980 — Цветы луговые
2. 1985 — Далёкий голос кукушки
3. 1986 — Кармелюк (сериал)
4. 1989 — Имя твоё
5. 1989 — Трудно быть Богом
6. 1991 — Голод 33
7. 1994 — Певица Жозефина и мышиный народ
8. 1997 — Графиня де Монсоро (сериал)
9. 1997 — Роксолана. Настуня (телесериал)
10. 1997 — Роксолана. Любимая жена Халифа (телесериал)

- 1997 — Кольца всевластья (сериал)

1. 2000 — День рождения Буржуя (сериал)
2. 2008 — Заповедник страха (сериал)

- 2008 — Маргарита Назарова (сериал)